# 特蘇基 (新墨西哥州)
特蘇基（英語：Tesuque）是位於美國新墨西哥州聖菲縣的普查規定居民點。

## 人口
根據2020年美國人口普查的數據，特蘇基的面積為14.65平方千米，皆為陸地。當地共有人口1094人，而人口密度為每平方千米74.68人。